# Cyrille Magnier
Pour les articles homonymes, voir Magnier.
Cyrille Magnier est un footballeur français né le 24 août 1969 à Boulogne-sur-Mer. Il était défenseur. 

## Biographie
En octobre 1987, alors au centre de formation du RC Lens, il fait partie de l'équipe de France juniors A1, aux côtés de Patrice Loko et Laurent Guyot.
Il dispute un total de 255 matchs en Division 1 avec les clubs de Lens et Auxerre.

## Carrière
- 1984-1999 :  RC Lens
- 1999-2002 :  AJ Auxerre
- 2002-2004 :  Amiens SC
- 2004-2005 :  Arras Football Association[2]

## Palmarès
- International espoir français
- Champion de France en 1998 avec le Racing Club de Lens
- Vainqueur de la Coupe de la Ligue en 1999 avec le Racing Club de Lens
- Vainqueur de la Coupe de la Ligue en 1994 avec le Racing Club de Lens
- Finaliste de la Coupe de France en 1998 avec le Racing Club de Lens
- Finaliste du Trophée des Champions en 1998 avec le Racing Club de Lens
- Champion de France cadets en 1985 avec le Racing Club de Lens
- Finaliste de la Coupe nationale des cadets en 1985 avec la ligue du Nord-Pas-de-Calais